# Château d'Arceau
Le château d'Arceau  est un  château moderne situé à Arceau (Côte-d'Or) en Bourgogne-Franche-Comté.

## Localisation
Le château est situé Grande rue (RD 960) au centre du village.

## Historique
L’essentiel des bâtiments est édifié entre 1814 et 1838. Les combles et le chenil sont remaniés plus tardivement au début du XXe siècle.

## Architecture
Côté rue, le château est un bâtiment assez sobre encadré de deux ailes basses. Côté parc, sa façade comporte balcon et escalier monumental, De plan en T, les communs l’encadrent au nord et au sud et à l'écart, chapelle, vivier et chenil complètent l’ensemble. En bord de rue, une tour-pigeonnier carrée supporte une horloge[réf. nécessaire].

## Valorisation du patrimoine
Le château est utilisé par une colonie de vacances de l'APAS durant le XXe siècle[réf. souhaitée].